# Chicago, Burlington and Quincy Railroad
La Chicago, Burlington and Quincy Railroad, spesso abbreviata in CBQ, era una società ferroviaria statunitense che operava negli Stati Uniti d'America medio-occidentali.  Comunemente chiamata Burlington o semplicemente Q, la Burlington Route serviva una vasta area, tra cui un'ampia estensioni dei binari negli stati Colorado, Illinois, Iowa, Kansas, Kentucky, Missouri, Montana, Nebraska, Wisconsin, Wyoming, e anche Nuovo Messico e Texas attraverso le filiali Colorado and Southern Railway, Fort Worth and Denver Railway, e Burlington-Rock Island Railroad. Le sue connessioni primarie includevano Chicago, Minneapolis-Saint Paul, St. Louis, Kansas City e Denver. A causa di questa ampia estensioni dei binari negli stati del Midwest e su quelli delle montagne, la ferrovia usava gli slogan pubblicitari come "Everywhere West", "Way of the Zephyrs", e "The Way West". Si fuse con la Burlington Northern Railroad nel 1970.
Nel 1967, ha registrato 19.565 milioni di tonnellate nette di trasporto merci e 723 milioni di chilometri passeggeri; i totali corrispondenti per la C&S erano 1.100 e 10 e per la FW&D erano 1.466 e 13. Alla fine dell'anno, la CB&Q operava 8.538 miglia di percorsi, la C&S ne operava 708 e la FW&D ne operava 1.362 (questi totali possono o non comprendono l'ex Burlington-Rock Island Railroad).

## Storia

### 1848-1882
La prima predecessore della Chicago, Burlington and Quincy, la Aurora Branch Railroad, venne creata con l'atto costitutivo dall'assemblea generale dell'Illinois il 2 ottobre 1848. l'atto costitutivo fu ottenuto dagli abitanti di Aurora e Batavia, che erano preoccupati che la Galena and Chicago Union Railroad avrebbe potuto bypassare le loro città a favore di West Chicago sulla sua rotta; all'epoca, quella era l'unica linea che correva da Chicago. La Aurora Branch fu costruita da Aurora, attraverso Batavia, fino a Turner Junction in quella che è oggi West Chicago. Chicago. La linea fu costruita con vecchio binario a cinghia e minima, se del caso, classificazione. Utilizzando una locomotiva affittata e un'automobile, la Aurora Branch gestiva treni passeggeri e merci da Aurora a Chicago attraverso la propria linea da Aurora a Turner Junction e una dei due binari della G&CU ad est e da lì a Chicago. La G&CU richiestò alla Aurora Branch di riconvertire oltre il 70 percento delle loro entrate per tonnellata miglio gestita su quella ferrovia; come risultato, a metà del 1850, furono progettate per determinare il percorso migliore per una linea ferroviaria a Chicago.
La linea da Aurora a Chicago fu costruita attraverso le città di Naperville, Lisle, Downers Grove, Hinsdale, Berwyn e il lato ovest di Chicago. Fu inaugurata nel 1864 e cominciò il servizio di passeggeri e merci. Il servizio ferroviario regolare avviato nel 1864 rimane operativo ancora ad oggi, rendendolo il più antico servizio passeggeri regolarmente frequentato a Chicago. Sia la linea originale di Chicago, sia in misura minore, il vecchio percorso della Aurora Branch, sono ancora in uso regolare oggi dal successore della Burlington, la BNSF Railway.
Con una costante acquisizione di locomotive, automobili, attrezzature e binari, la Burlington Route è riuscita ad entrare nei mercati commerciali nel 1862. Da quell'anno fino ad oggi, la ferrovia e i suoi successori hanno pagato dividendo in modo continuo e non ha mai avuto debiti o inadempienti su un prestito - l'unica ferrovia statunitense di classe I per cui questo è vero.
Dopo l'espansiva pianificazione della costruzione di una linea ferroviaria, la Aurora Branch cambiò il suo nome in Chicago and Aurora Railroad nel giugno del 1852, e infine in Chicago, Burlington, and Quincy Railroad nel 1856, e poco tempo dopo raggiunse le sue altre due omonime città, Burlington, Iowa, e Quincy, Illinois. Nel 1868, la CB&Q completò i ponti sul fiume Mississippi sia a Burlington, Iowa, sia a Quincy, Illinois, dando alla ferrovia collegamenti con la Burlington and Missouri River Railroad (B&MR) nell'Iowa e con la Hannibal & St. Joseph Railroad (H&StJ) nel Missouri. Il primo ufficio postale ferroviario venne inaugurato sulla H&StJ per ordinare la posta sui treni attraverso il Missouri, passando la posta al Pony Express al raggiungimento del fiume Missouri a Saint Joseph, Missouri.
La B&MR continuò a costruire ad ovest nel Nebraska come società separata, la Burlington & Missouri River Rail Road, fondata nel 1869. Durante l'estate del 1870, raggiunse Lincoln, la capitale designata del Nebraska e, nel 1872, raggiunse Kearney, Nebraska. Nello stesso anno, la B&MR attraverso l'Iowa fu assorbita dalla CB&Q. Quando il ponte del fiume Missouri a Plattsmouth, Nebraska, fu completato, la B&MR nel Nebraska era ben in viaggio verso la città "Mile High" di Denver, Colorado. Nello stesso anno, la Nebraska B&MR fu acquistata dalla CB&Q, che completò la linea a Denver nel 1882.

### 1882-1901

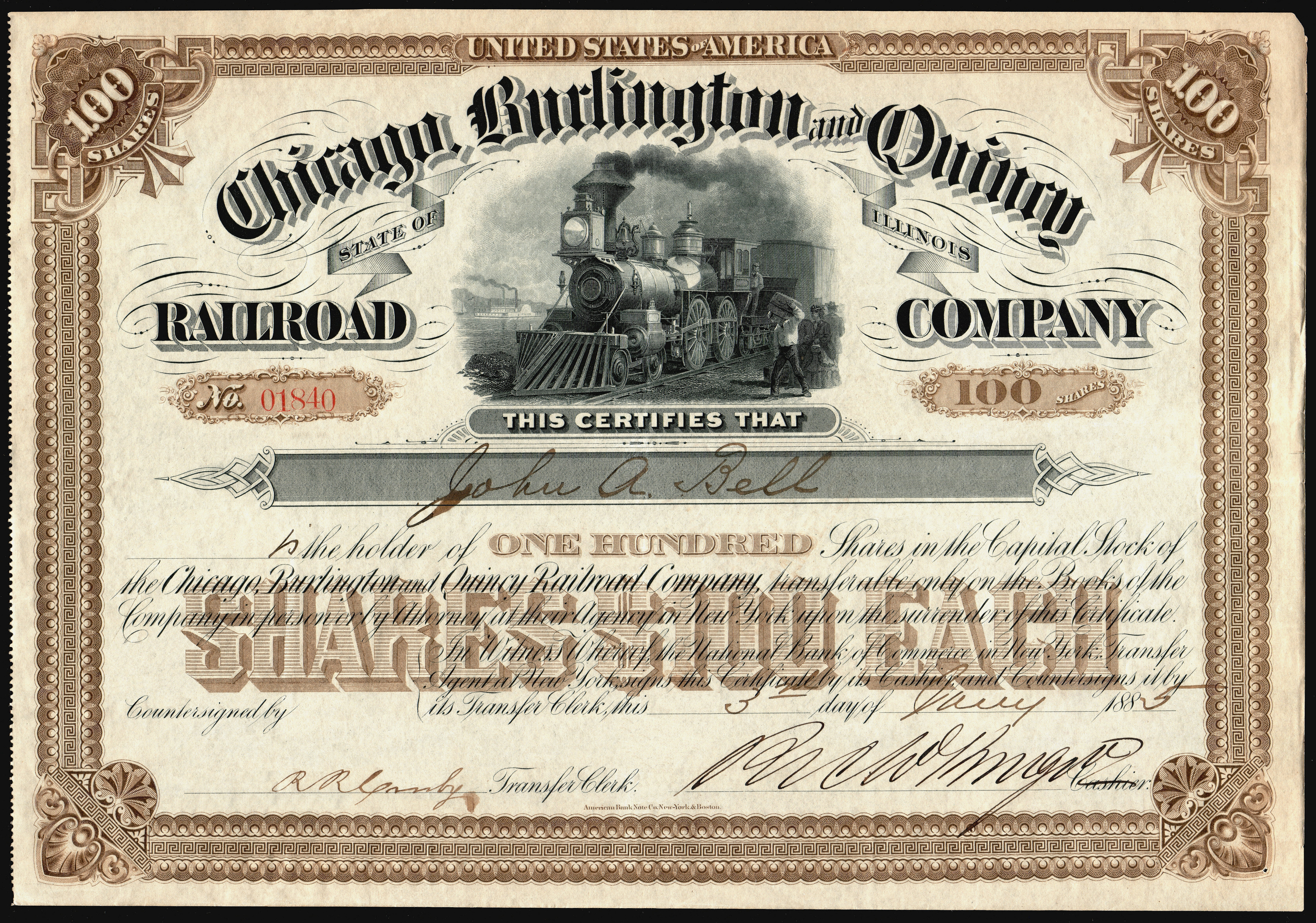
Azioni del 1885

La rapida espansione della Burlington dopo la guerra civile americana si basava su una sana gestione finanziaria, dominata da John Murray Forbes di Boston e assistita da Charles Elliott Perkins. Perkins era un potente amministratore che alla fine forgiò un sistema di affiliati in precedenza sciolti, quasi triplicando la dimensione della Burlington durante la sua presidenza dal 1881 al 1901.
Infine, Perkins credeva che la Burlington Railroad poteva essere inclusa in un potente sistema transcontinentale. Sebbene la ferrovia fino ad ovest come Denver e Billings, Montana, non avesse raggiunto la costa del Pacifico durante gli anni 1880 e 1890, quando la costruzione era meno costosa. Anche se fu avvicinato da E. H. Harriman della Union Pacific Railroad, Perkins sentì che la ferrovia era una scelta più naturale con James Hill della Great Northern Railway. Con la sua linea fluviale alle Twin Cities, la Burlington Route formava una connessione naturale tra la città natale di Hill (e il quartier generale) di Saint Paul, Minnesota, e il centro ferroviario di Chicago. Inoltre, Hill era disposto a soddisfare la quota di $200 di Perkins che chiedeva il prezzo per il titolo della Burlington. Nel 1900, Hill della Great Northern, in collaborazione con la Northern Pacific Railway, possedeva quasi il 100 percento delle merci della Burlington.
Nel 1901, un Harriman respinto cercò di guadagnare un'influenza indiretta sulla Burlington lanciando un "raid stock" sulla Northern Pacific. Anche se Hill ha saputo evitare questo attacco sul suo sistema nascente, portò alla creazione della Northern Securities Company,  e, successivamente, Northern Securities Co. v. United States della Corte suprema degli Stati Uniti.

### 1901-1945
A seguito dell'acquisto della Burlington da parte delle GN e NP, l'espansione continuò. Nel 1908, la CB&Q acquistò la Colorado & Southern e la Fort Worth & Denver, dando accesso a sud a Dallas e alle porte del golfo del Messico a Houston e Galveston. Inoltre, estese la sua portata a sud nella regione della valle del Mississippi, aprendo una nuova linea da Concord, Illinois, a Paducah, Kentucky. Era durante questo periodo che la Burlington era al suo miglior splendore, superando poco più di 12.000 miglia di rotta in 14 stati entro gli anni venti. Con la prima guerra mondiale, avendo lo stesso effetto sulla ferrovia come su tutte le altre ferrovie, negli anni venti, la Burlington Route aveva una quantità sempre più pesante di apparecchiature che inondavano i cantieri. Con l'avvento della grande depressione, la CB&Q ha mantenuto una buona parte di questo per rottami. Nonostante la diminuzione dei passeggeri, è stato durante questo periodo che la ferrovia ha introdotto i famosi Zephyrs.
Nel 1929, la CB&Q creò una filiale, la Burlington Transportation Company, che gestisce autobus intercity in tandem con la sua rete ferroviaria. Nel 1936, la società diventerebbe uno dei membri fondatori del Trailways Transportation System, e ancora fornisce servizi di interazione fino ad oggi come Burlington Trailways.
Già nel 1897, la ferrovia era interessata a alternative al potere di vapore, vale a dire motori a combustione interna. I negozi della ferrovia ad Aurora avevano costruito in quel anno un motore distillato a tre cavalli non affidabile, ma era estremamente impraticabile (richiedeva un volano voluminoso di 6000 libbre) e aveva problemi a surriscaldamento (anche con i migliori metalli del giorno, le teste dei cilindri e le fodere sarebbero sbocciate e si sciolgono in pochi minuti) e quindi era praticamente impossibile. I motori diesel di quell'epoca erano obesi, mostri stazionari ed erano più adatti per il funzionamento a bassa velocità e continuo. Nessuno di questi avrebbe fatto in una locomotiva ferroviaria; tuttavia, non c'era nessun motore diesel adatto a tale scopo.
Sempre innovando, la ferrovia ha acquistato automobili elettriche dell'Electro-Motive Corporation e costruirono le proprie, inviandole per fare i lavori di una locomotiva a vapore e di un'auto singola. Con un buon successo in quel settore e dopo aver acquistato e provato un paio di commutatori di camper della General Electric alimentati da motori distillati, il presidente della Burlington, Ralph Budd, chiese alla Winton Engine Company un motore diesel leggero e potente che potrebbe sopportare i rigori di continui, servizio quotidiano incustodito.
Le esperienze di sviluppo di questi motori possono essere riassunte in breve dal vice-presidente della General Motors, Charles Kettering: "Non ricordo alcun problema con il bastone". Ralph Budd, accusato di gioco d'azzardo sul potere del diesel, chiese: "Sapevo che i genitori della GM avrebbero visto il programma fino alla fine. In realtà, non stavo prendendo una scommessa". La manifestazione di questa scommessa era l'otto cilindri Winton 8-201A diesel, una creatura non più grande di un piccolo cassonetto, che alimentava la Burlington Zephyr (costruita nel 1934) per il suo record e aprì la porta per sviluppare la lunga linea di motori diesel che ha alimentato le locomotive della Electro-Motive negli ultimi settant'anni.

### 1945-1970
Dopo la seconda guerra mondiale, la CB&Q era inondata di locomotive a vapore sovraccaricate esistenti in una flotta che stava già cominciando a disegnare. Dopo aver ampliato rapidamente il suo programma di dieselizzazione, il potere del vapore è stato lentamente messo a pascolo e il 28 settembre 1959 l'ultimo treno pendolare alimentato a vapore era da Chicago a Downers Grove, segnando la fine delle operazioni di passeggeri a vapore sulla ferrovia. L'ultimo servizio a vapore di ricavo regolare era la CB&Q Subsidiary C&S, che gestiva la locomotiva 641 fino al 1962 per servire la miniera di Climax vicino a Leadville, Colorado (i motori a combustione interna non erano più efficaci come le locomotive a vapore a causa dell'alta altitudine della miniera). In questo periodo operò il California Zephyr, che effettua servizio ancora oggi gestito da Amtrak, con un intervallo tra il 1970 ed il 1983.
La ferrovia della Burlington era di proprietà delle ferrovie Great Northern e Northern Pacific. Già nel 1960, le tre ferrovie stavano progettando di fondersi in una ferrovia. Uno dei primi nomi per la fusione proposta era "The Great Northern, Pacific and Burlington lines".
Poiché la situazione finanziaria delle ferrovie statunitense continuò a diminuire negli anni sessanti, la Burlington Railroad si fuse con la Great Northern, Northern Pacific, e la Spokane, Portland and Seattle Railway il 2 marzo 1970 per formare la Burlington Northern Railroad, una fusione una volta sognata dal presidente della Great Northern, James Hill.